# Digital Equipment Corporation
Digital Equipment Corporation of kortweg DEC en later Digital was een van de pioniersbedrijven in de Amerikaanse computerindustrie. Het bedrijf werd in 1957 opgericht door ex-MIT-studenten Ken Olsen en Harlan Anderson.  Het hoofdkantoor van DEC was gevestigd in Maynard, Massachusetts, ten westen van Boston. 

## Activiteiten

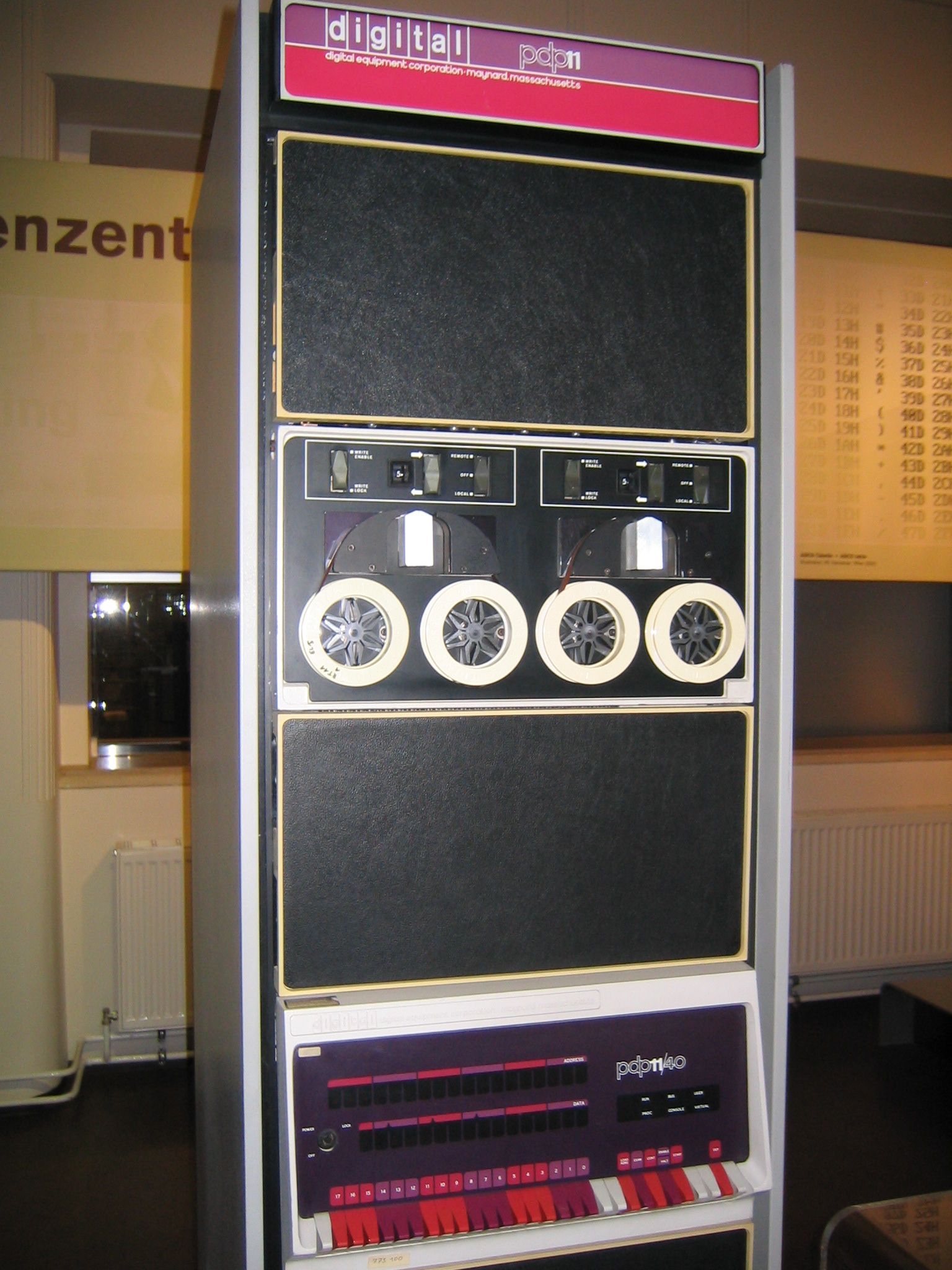
De PDP-11

DEC richtte zich op de zakelijke markt en heeft altijd een ietwat "informele" houding gehad ten opzichte van de gevestigde computerindustrie, met spelers zoals IBM. DEC bracht in 1964 als eerste bedrijf succesvol een minicomputer op de markt, de 12-bits PDP-8. Dit systeem was toen te koop vanaf USD 16.000. "PDP" staat voor "Programmable Data Processor". Er gingen reeds andere modellen aan de PDP-8 vooraf. In 1970 kwam de succesvolle opvolger PDP-11 op de markt, met een aantal vernieuwende eigenschappen en een betere programmeerbaarheid. De architectuur van de in het systeem aanwezige processor heeft een grote invloed gehad op andere processoren, zoals de Motorola 68000.
De naam en de prijsstelling van de PDP-lijn waren strategisch gekozen, zodanig dat een afdeling van een organisatie een adequaat computersysteem kon aanschaffen zonder betrokkenheid van de IT-afdeling van de organisatie. Dit was een wezenlijke verandering ten opzichte van het traditionele model waarin een afdeling afhankelijk was van de centrale IT wegens de hoge kostprijs van de in de centrale rekencentra opgestelde mainframes. De gerichtheid op goedkopere systemen op kleinere schaal blijkt ook uit de technische en commerciële aspecten van Ethernet ten opzichte van bijvoorbeeld IBM's Token-ring.
Uiteindelijk bleek de 16-bits-architectuur van de PDP-lijn een te grote beperking, daar hierdoor het adresseerbaar geheugen beperkt was tot 64k adressen. DEC bracht derhalve als opvolger de 32-bits VAX-computers op de markt.
DEC ontwierp het eerste bussysteem: de Unibus. Dit hield in dat iedere kaart die in de computer gestoken werd theoretisch op iedere plaats in het systeem geplaatst kon worden. De Unibus werd voor het eerst toegepast in de PDP-11 minicomputers.
Ook de term VT100-compatibiliteit (VT100: een tekstuele video-terminal) heeft een DEC-achtergrond: de terminal werd ontworpen en verkocht als opvolger van de ASR-33, een mechanische terminal met ponsbandprinter en -lezer. 
DEC werd vooral bekend vanwege de PDP- en de VAX-minicomputers met het besturingssysteem VMS, dat bekendstaat om zijn grote bedrijfszekerheid door onder andere geavanceerde faciliteiten voor clusteren. DEC was eveneens een van de pioniers van Ethernet.
Digital was ook bekend van de internetzoekmachine AltaVista. AltaVista was de toonaangevende zoekmachine totdat Google die positie overnam.

## Groei en overname
DEC groeide uit tot een multinationaal bedrijf dat in de jaren 80 van de 20e eeuw meer dan 100.000 werknemers telde. Het tij begon echter te keren toen de markt voor minicomputers opdroogde en DEC zijn intrede op de markt voor personal computers compleet miste. Aanvankelijk was DEC niet geïnteresseerd in de lage winstmarges op de verkoop van pc's, maar door het succes van de IBM PC kwam DEC alsnog met drie personal computers tegelijkertijd op de markt: de Rainbow 100, gebaseerd op de Z80 en Intel 8088, de DECmate II tekstverwerker op basis van de PDP-8 en de DEC Professional-reeks gebaseerd op de PDP-11. De drie systemen waren echter niet compatibel met elkaar noch met de IBM PC. Ook op de markt van de RISC-gebaseerde werkstations werd DEC ingehaald en voorbijgestoken door bedrijven als Sun, Apollo en HP. Uiteindelijk werd DEC in juni 1998 overgenomen door Compaq. DEC-aandeelhouders ontvingen in totaal $ 9,6 miljard in geld en aandelen. DEC had een jaaromzet van $ 13 miljard en was marginaal winstgevend. Het bedrijf telde 54.400 werknemers in vergelijking tot 33.000 voor Compaq. Een paar jaar later werd Compaq overgenomen door Hewlett-Packard. 
De opleidingentak van Digital was vlak voor de overname door Compaq verzelfstandigd tot het thans wereldwijd opererende Global Knowledge Network.

## Resultaten
In de laatste vijf jaren als zelfstandige onderneming stagneerde de omzet van DEC. De resultaten waren zeer matig met een groot verlies in 1994. Op de piek van de activiteiten telde DEC zo'n 120.000 medewerkers, maar in juni 1997 was dit gedaald tot ruim 54.000.
| Jaar | Omzet  | Nettoresultaat |
| ---- | ------ | -------------- |
| 1993 | 14.400 | −251,3         |
| 1994 | 13.500 | −2105,0        |
| 1995 | 13.800 | 57,3           |
| 1996 | 14.600 | −111,8         |
| 1997 | 13.000 | 140,9          |